# 4to3
『4to3』（フォー・トゥ・スリー）は、小川美潮の2枚目のオリジナル・アルバム。1991年2月21日に発売された。

## 解説
レコード会社を移籍した小川のEPIC三部作の1枚目。初盤CD帯に「構想5年（?）、制作5ヶ月（!）ひっさびさのニュー・アルバム、しかもまちがいなく最高傑作。」と記述がある。
2005年にはボーナス・トラック1曲追加、2013年にはBlu-spec CD2仕様でデジタルリマスターが施された。
本アルバム収録曲のミュージックビデオ『4 to 3 pictures』が1991年にビデオ化され、2013年にはDVD化された。監督は市川準。

## 収録曲

### 1991年オリジナル盤
1. デンキ
作詞：工藤順子　作曲：小川美潮
編曲：板倉文 & the Band
2. Four to Three
作詞：小川美潮　作曲・編曲：板倉文
3. 夜店の男
作詞：工藤順子　作曲：近藤達郎
編曲：近藤達郎 & the Band
4. 野ばら
作詞：井上妙　作曲：BANANA
編曲：BANANA & the Band
5. On the Road（Instrumental）
作曲・編曲：板倉文
6. 記憶
作詞：小川美潮　作曲：MECKEN
編曲：MECKEN & the Band
7. ほほえみ
作詞：井上妙　作曲：板倉文
編曲：板倉文 & the Band
8. 天国と地獄
作詞：工藤順子（concept by 小川美潮）
作曲：小川美潮　編曲：板倉文 & the Band
9. 窓
作詞：工藤順子、作曲：Ma*To
編曲：Ma*To & the Band
10. おかしな午後
作詞：小川美潮　作曲・編曲：板倉文
1stアルバム収録のシングルのリメイク

### 2005年盤『4 to 3+1』
1. デンキ　5:55
2. Four to Three　4:57
3. 夜店の男　6:32
4. 野ばら　4:17
5. On the Road　3:56
6. 記憶　5:58
7. ほほえみ　5:01
8. 天国と地獄　5:59
9. 窓　5:48
10. おかしな午後　3:31
11. Four to Three（remix）（bonus track）　4:35

### 2013年盤
1. デンキ　5:57
2. Four to Three　4:58
3. 夜店の男　6:33
4. 野ばら　4:18
5. On the Road　3:57
6. 記憶　5:59
7. ほほえみ　5:02
8. 天国と地獄　6:01
9. 窓　5:49
10. おかしな午後　3:29

## 参加ミュージシャン
the Band "EUROPA"
- 青山純:ドラム,パーカッション
- MECKEN:ベース,samples
- Ma*To:タブラ、シンセサイザー
- BANANA:シンセサイザー
- 近藤達郎:ピアノ,シンセサイザー,クラリネット,ハモンド・オルガン,エレクトリック・ピアノ,ハーモニカ,インディアンバンジョー,ヴォイス
- 板倉文:エレクトリック・ギター,アコースティック・ギター,シンセ・ギター,シンセサイザー,チャランゴ,蛇皮線,ヴォイス
- 小川美潮:ヴォーカル,バックグラウンド・ヴォーカル

ゲスト
- 平沢幸雄:エレクトリック・ギターソロ
- 斉藤ネコ:ストリングス
- 小滝満:シンセサイザー
- AQ石井:プログラミング

## リリース履歴
| No. | 日付          | レーベル                       | 規格         | 規格品番   | 備考  |
| --- | ------------- | ------------------------------ | ------------ | ---------- | ----- |
| 1   | 1991年2月21日 | EPIC/SONY                      | CD           | ESCB1120   |       |
| 2   | 2005年4月27日 | アブソードミュージックジャパン | CD           | ABCS-98    | [ 1 ] |
| 3   | 2013年7月24日 | ソニー・ミュージックダイレクト | Blu-spec CD2 | MHCL-30131 | [ 2 ] |